# Balice (województwo świętokrzyskie)

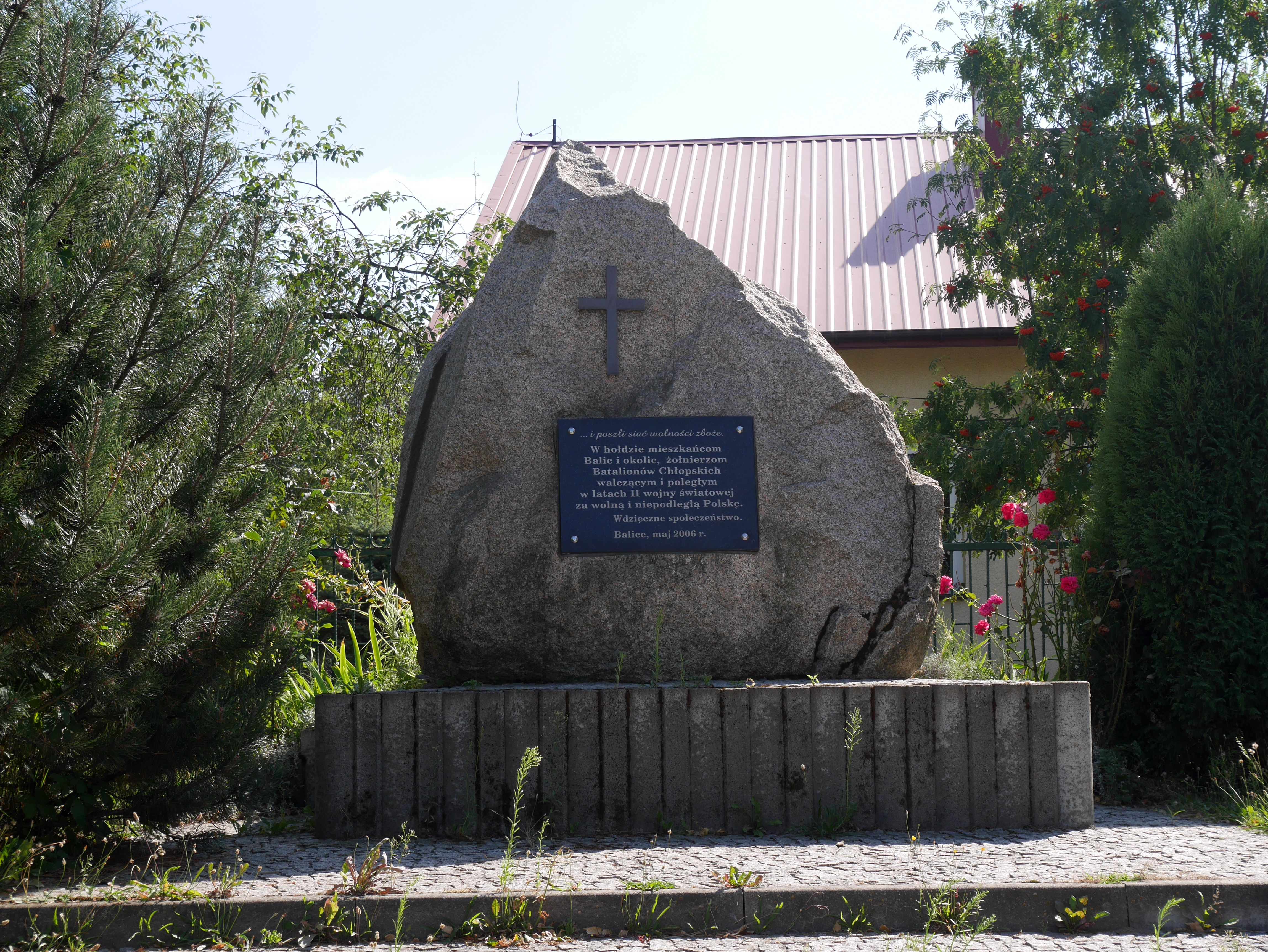
Głaz pamiątkowy w Balicach poświęcony partyzantom Batalionów Chłopskich

Balice – wieś w Polsce położona w województwie świętokrzyskim, w powiecie buskim, w gminie Gnojno.
| SIMC    | Nazwa          | Rodzaj    |
| ------- | -------------- | --------- |
| 0237995 | Balice-Kolonia | część wsi |
| 0238003 | Jadwisin       | część wsi |
| 0238010 | Michałówka     | część wsi |
| 0238026 | Przyborów      | część wsi |

## Historia
Pierwsza wzmianka o wsi Balice pochodzi z 1207 roku. W 1783 roku właścicielami Balic byli bracia Augustyn i Jan Kanty Lubienieccy. W 1864 roku na mocy ukazu z dnia 2 marca 1864 roku o uwłaszczeniu chłopów wydanego przez cara Aleksandra II Romanowa mieszkańcy (rolnicy) stali się właścicielami ziemi i budynków w Balicach. Do 1923 roku wierni z Balic należeli do parafii rzymskokatolickiej z siedzibą w Gnojnie. W 1923 roku utworzono nową parafię rzymskokatolicką a Balice stały się jej siedzibą. Parafia powstała przez wydzielenie z parafii Gnojno i Janina Poświęcenie kościoła, adaptowanego z pałacu dworskiego,  miało miejsce w 1935 roku. W 1927 roku powstała w Balicach jednostka Ochotniczej Straży Pożarnej. Utworzona została z inicjatywy Andrzeja Buczaka, kierownika szkoły podstawowej. 
W czasie okupacji niemieckiej wiele osób wywieziono na roboty do III Rzeszy, oraz zmuszano do budowy umocnień polowych w okolicy Balic. Jednostka OSP podczas okupacji nie działała, a jej sprzęt (pompa) Niemcy wykorzystywali do usuwania wody z bunkrów. W czasie walk prowadzonych przez armię niemiecką z Armią Czerwoną, w ramach ofensywy styczniowej rozpoczętej 12 stycznia 1945 roku, ucierpieli mieszkańcy i wieś. W 1961 roku zakończono prace związane z elektryfikacją wsi. Ponieważ mieszkańcy Balic związani byli z ruchem ludowym i w czasie wojny działali w ruchu oporu, w 2006 roku zbudowano pomnik poświęcony partyzantom Batalionów Chłopskich.
W latach 1954–1972 wieś należała i była siedzibą władz gromady Balice. W latach 1975–1998 miejscowość położona była w województwie kieleckim.

## Zabytki
- Kościół parafialny pw. św. Stanisława Biskupa, wzniesiony w 1923 roku; przebudowany z klasycystycznego pałacu. Wpisany do rejestru zabytków nieruchomych (nr rej.: A-43 z 31.03.1971)[16].

## Osoby związane z Balicami
- Antoni Kenar (1906-1959) – artysta rzeźbiarz, wykonawca wielu prac przy kościele w Balicach[17].
- Jan Kanty Adam Lubieniecki (1764-1845) – hrabia, deputat na trybunał, poseł na sejm.
- Hipolit Lubieniecki (1808-1864) – ppr. pułku Krakusów, oficer w powstaniu listopadowym.
- Włodzimierz Lubieniecki (1844-1912) – ziemianin urodzony w Balicach, uczestnik powstania styczniowego, dziadek mjr. Henryka Dobrzańskiego „Hubala”[18].
- Leon Sulimierski (1863–1933) – właściciel folwarku w Balicach.
- Józef Skwark (ur. 1938 w Balicach) – aktor i reżyser teatralny.